# 田井漁港 (舞鶴市)

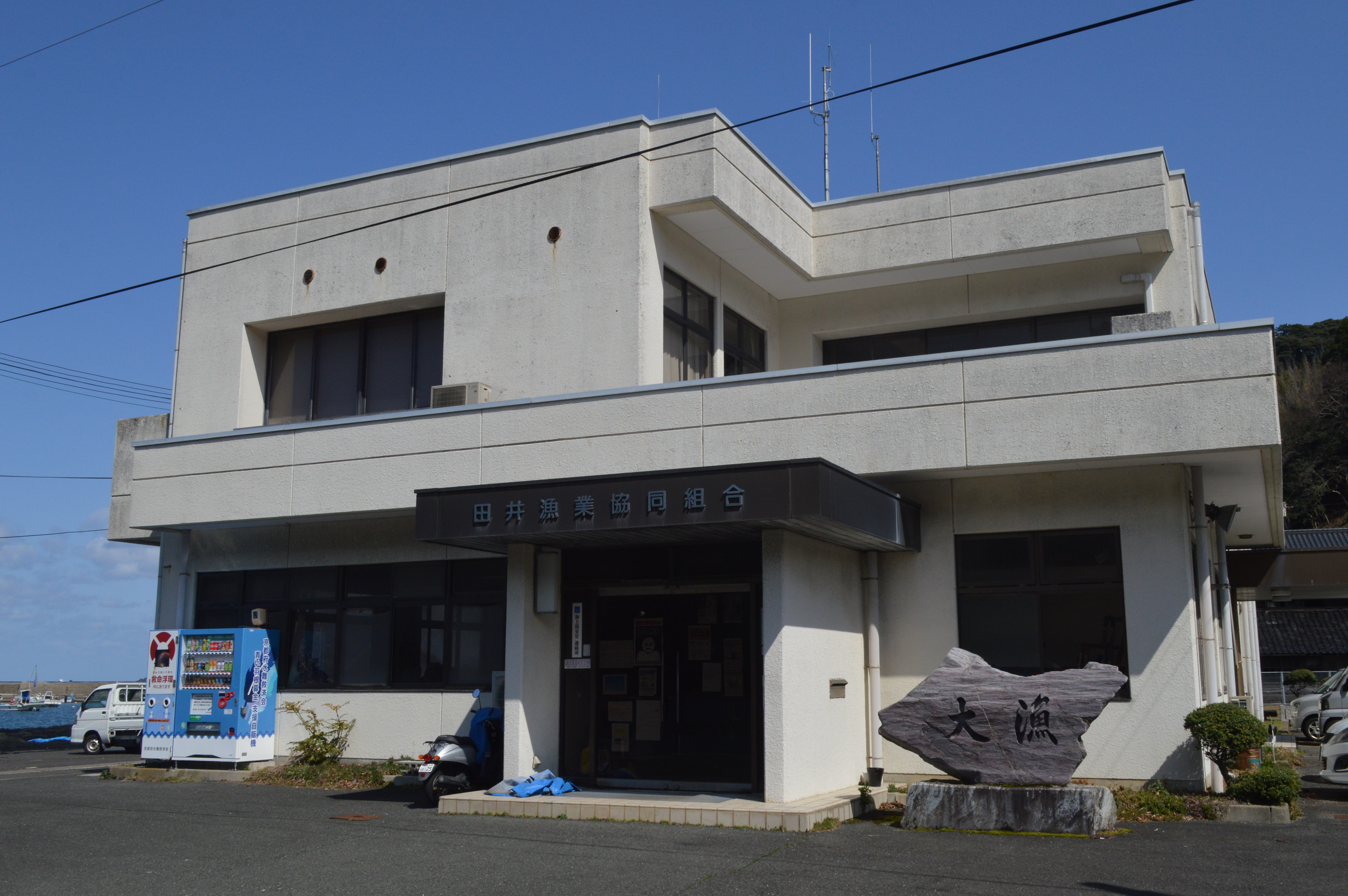
京都府漁業協同組合田井支所

田井漁港（たいぎょこう）は、京都府舞鶴市田井にある港。漁港漁場整備法（昭和25年5月2日法律第137号）第1章第5条に規定する第2種漁港である。

## 概要
- 所在地 - 京都府舞鶴市田井
- 管理者 - 舞鶴市[1][2]
- 漁業協同組合 - 京都府漁業協同組合 田井支所
- 組合員数 - 24
- 漁港番号 - 3020010

## 沿革
- 1952年（昭和27年）2月29日 - 第2種漁港に指定。
- 2016年（平成28年） - 岡田准一主演の映画『海賊とよばれた男』においてロケ地の一つとなる[3]。出航シーンの撮影に用いられた[4]。

## 主な魚種
- ブリ
- イワシ
- アジ

## 主な漁業
- 定置漁業
- 底びき網漁業
- 採貝藻漁業